# Мурниеце, Инара
Инара Мурниеце (латыш. Ināra Mūrniece; род. 30 декабря 1970, Рига) — латвийская журналистка, политический и государственный деятель. В прошлом — министр обороны Латвии (2022—2023). Журналистка газеты Latvijas Avīze (до 2011 года).

## Биография
В 2007 году окончила Высшую школу экономики и культуры по специальности «переводчик». В 2011 году избрана депутатом 11-го Сейма от Национального объединения «Всё для Латвии!» — «Отечеству и свободе/ДННЛ», стала председателем комиссии по правам человека и общественным делам. 4 октября 2014 года избрана в 12-й Сейм Латвии. 4 ноября 2014 года избрана председателем Сейма Латвии.
14 декабря 2022 года назначена министром обороны Латвии. В январе 2023 года договорилась с министром обороны Украины Алексеем Резниковым о поставке Украине зенитно-ракетных комплексов «Стингер», беспилотников, пулемётов вместе с боеприпасами и вертолётов
В марте 2023 года в Сейме проходил запрос оппозиции об отставке Мурниеце с поста министра обороны в связис государственном конкурсом на закупку продовольствия для латвийской армии, но запрос был отклонён. Мурниеце также подчеркнула, что ни она, ни госсекретарь Янис Гарисонс не подписывали контракт на эту закупку. В своем выступлении министр обороны также подчеркнула, что у неё есть много неясных вопросов по данной закупке, а также начаты проверки.
В новый кабинет, сформированный 15 сентября 2023 года, не вошла.
На выборах в Европарламент 2024 года она баллотировалась в качестве кандидата от Национального объединения, под вторым номером, но не была избрана. 20 июня 2024 года Мурниеце была избрана главой Комиссии Сейма по иностранным делам.

## Семья
В 1993 году вышла замуж за латвийского политика Ритвара Янсонса. В браке родилась одна дочь. Пара развелась в 2015 году после 22 лет совместной жизни.

## Награды
- Орден князя Ярослава Мудрого II степени (21 октября 2022 года, Украина) — за значительные личные заслуги в укреплении межгосударственного сотрудничества, поддержку государственного суверенитета и территориальной целостности Украины, весомый вклад в популяризацию Украинского государства в мире[7].
- Медаль Балтийской ассамблеи (28 октября 2016 года)[8].